# Scheveningen

Vlajka Scheveningenu

Scheveningen je název městské čtvrti v Haagu (Nizozemsko).
Scheveningen má v rámci města Haagu, které je sídlem nizozemského krále, parlamentu a vlády, svou vlastní tradici. K 1. lednu 2017 zde žilo 55 976 obyvatel.

## Význam a poloha

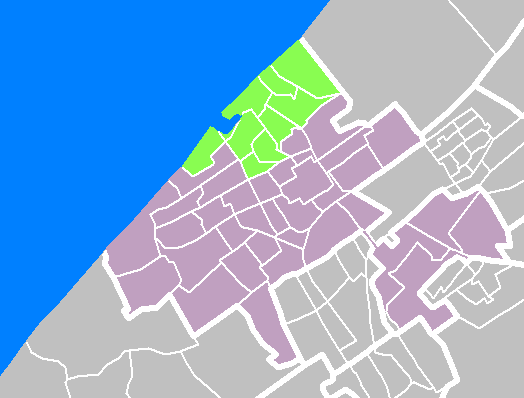
Mapa polohy čtvrti Scheveningen ve městě Haag. Je vyznačena zeleně, ostatní části města světle fialovou barvou.

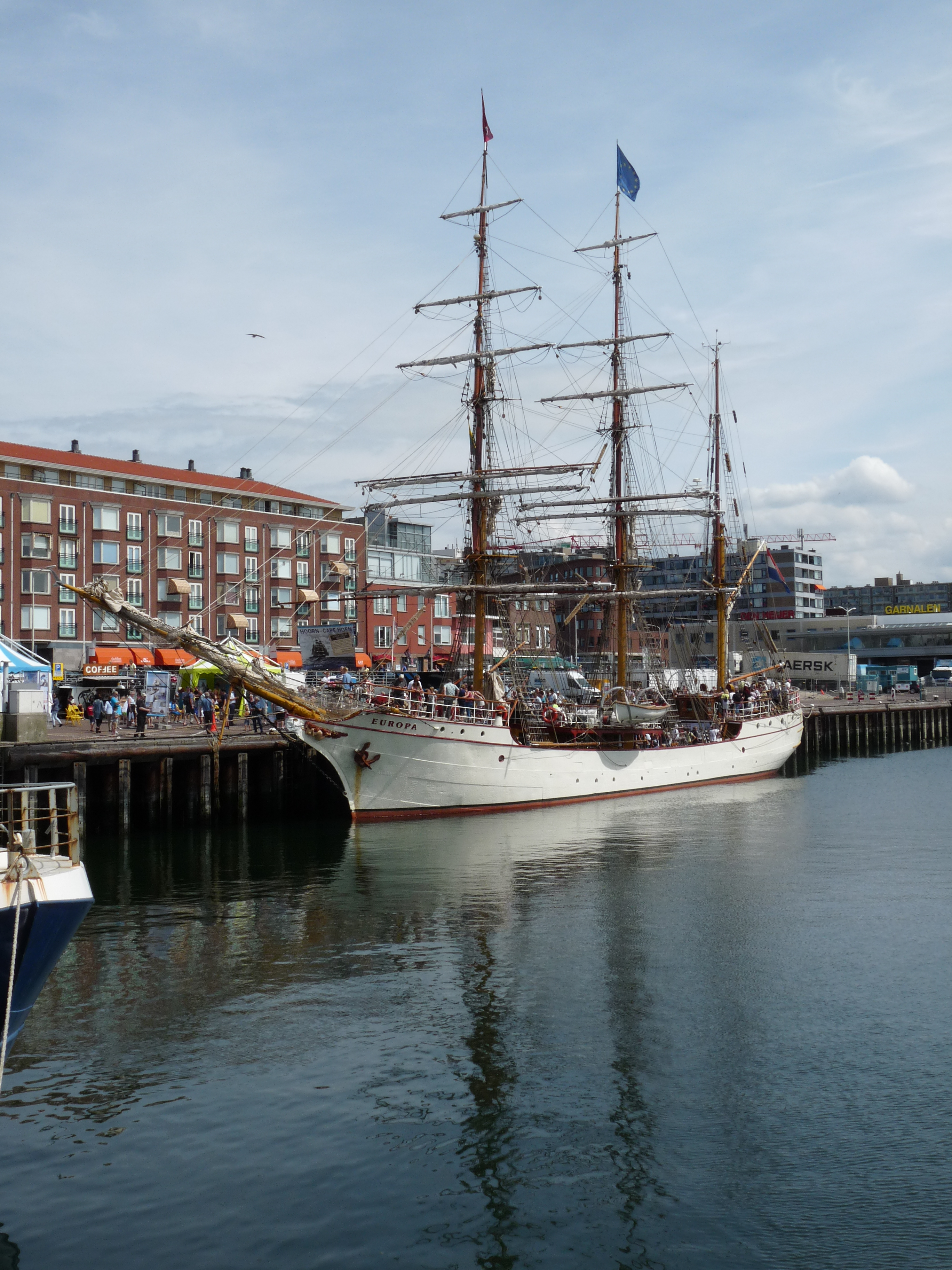
Plachetnice Europa v scheveningském přístavu, 2016

Scheveningen je nejoblíbenější přímořské letovisko Nizozemska. Jeho pobřežní promenáda a pláž se staly známé díky obrazům Vincenta van Gogha. Tato turistická lokalita leží na břehu Severního moře, s písečnou pláží dlouhou zhruba 4 km. Promenáda je v příhodné roční době vybavena větším počtem dočasně postavených restaurací. Na jihozápadní straně pobřeží se nachází středně velký přístav, který má tři bazény a je využíván motorovými čluny, plachetnicemi i jinak turisticky a k rybolovu. I zde se nachází mnoho restaurací, které nabízejí hlavně rybí pokrmy.
Nákupním místem je mimo jiné centrálně v okrsku zvaném Dorp (vesnice) položená ulice Keizerstraat. K Scheveningenu patří také rozsáhlý Westbroekpark s růžovou zahradou (Rosarium), která vznikla v roce 1961 a vyznačuje se mnoha záhony s odrůdami růží z celého světa a s jinými okrasnými rostlinami. Park sousedí s rezidenčním okrskem zvaným Belgisch Park s mnoha soukromými vilami resp. dvojvilami, který je také součástí Scheveningenu. Místem odpočinku jsou také Scheveningské lesíky (Scheveningse Bosjes).
Na území Scheveningenu se nachází věznice Mezinárodního soudního dvora v Haagu. Soudní budova samotná však leží již dále směrem k centru Haagu. Na okraji čtvrtě směrem na jih do středu města je možno navštívit modelové městečko Madurodam.
V Scheveningenu je umístěno několik velvyslanectví a jiných zastupitelství cizích zemí, a to hlavně ve vilovém okrsku Van Stolkpark. Íránské velvyslanectví a obchodní zastupitelství Tchaj-wanu se například nacházejí v ulici Duinweg. Jak Slovensko tak Maďarsko mají svá velvyslanectví v ulici Hogeweg.

## Dějiny

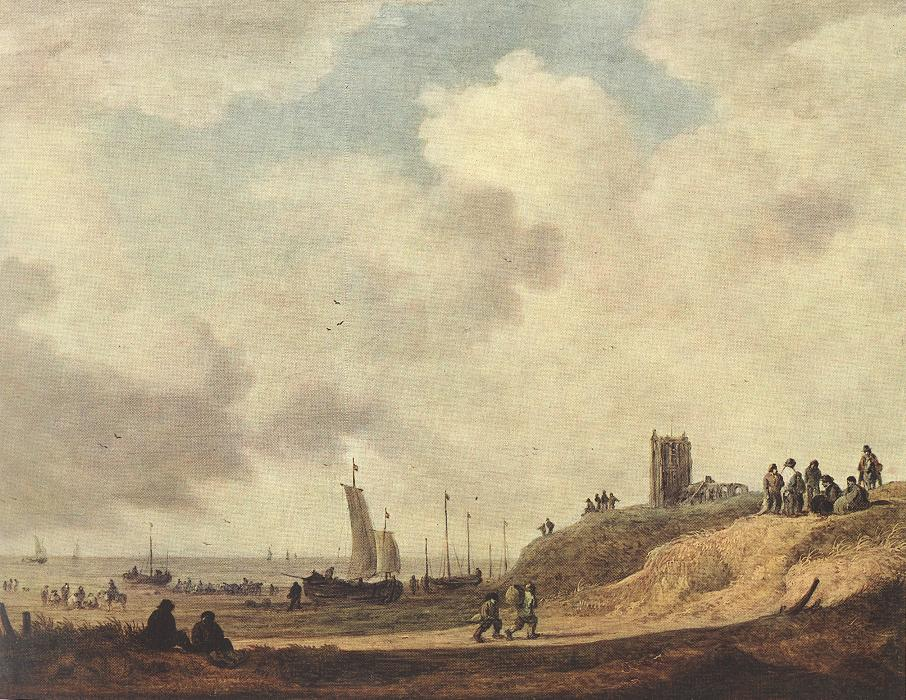
Jan van Goyen, Pobřeží moře u Scheveningenu (1645)

### Počátky a přírodní pohromy
První zpráva o „Sceveninghe“ pochází z roku 1280. Jeho první obyvatelé byli Anglosasové; někteří historici se však domnívají, že to byli Skandinávci. Jejich základním způsobem obživy byl rybolov.
V roce 1640 bylo v Nizozemsku uspořádáno sčítání lidu, podle kterého žilo ve Scheveningenu 917 obyvatel, kteří bydleli ve 200 domech. 250 obyvatel pracovalo jako rybáři.
V roce 1470 zničila bouře místní kostel a zhruba polovinu domů. Obec byla poničena bouřemi i v letech 1570, 1775, 1825, 1860, 1881 a 1894.

### Námořní bitva u Scheveningenu 1653 a dějiny do roku 1813

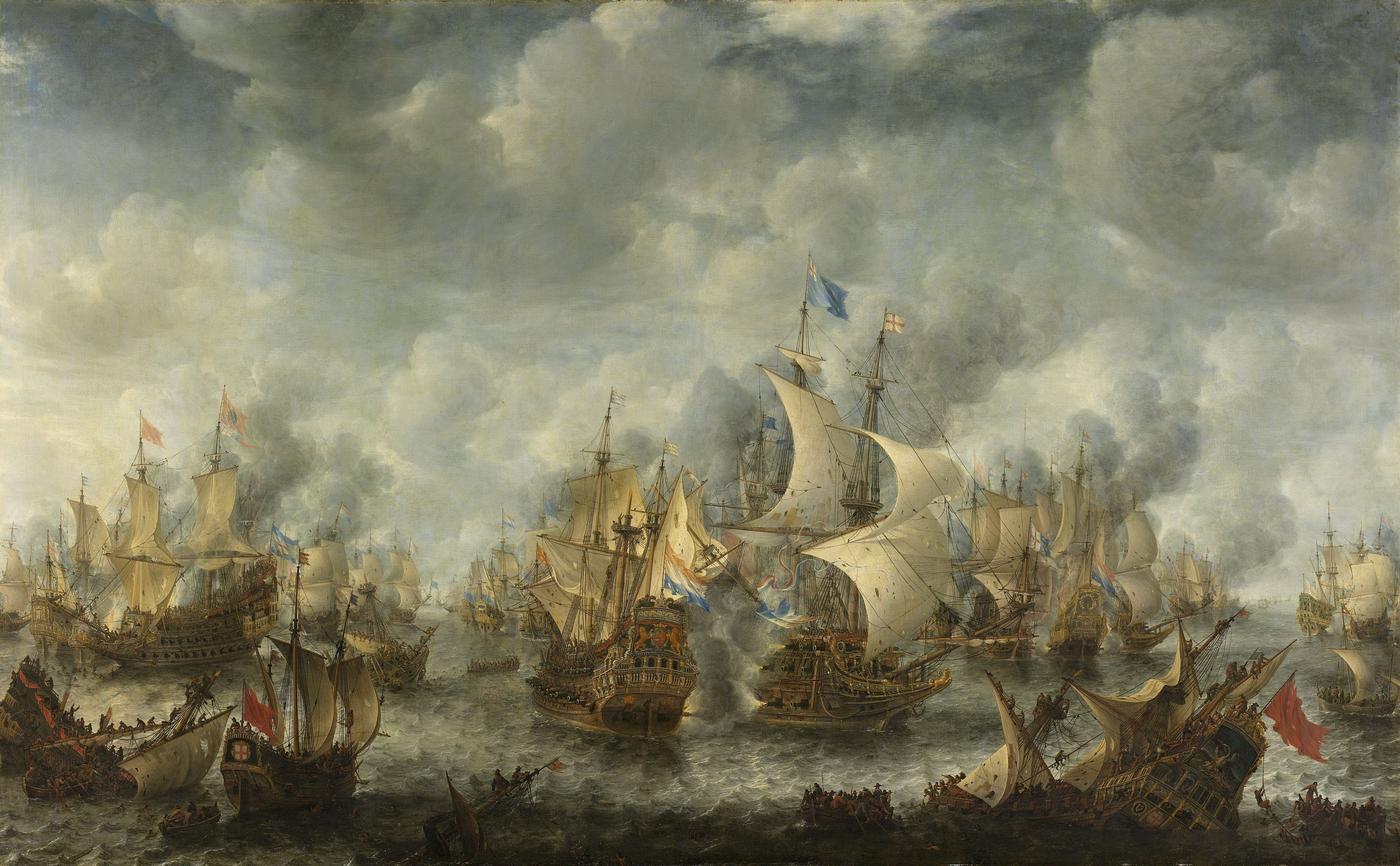
Námořní bitva u Scheveningenu. Olejomalba Slag bij Ter Heijde, autor Jan Abrahamsz. van Beerstraten.

Dne 10. srpna 1653 byla u Scheveningenu vybojována v rámci první anglicko-nizozemské války námořní bitva mezi válečným loďstvem Nizozemska a tehdejší Anglické republiky. Anglické flotě velel námořní generál George Monck. Velitelem nizozemského loďstva byl Maarten Tromp. Na břehu moře se shromáždilo několik tisíc diváků, kteří sledovali průběh bitvy. Nizozemci v bitvě sice utrpěli drtivou porážku, ale Anglie poté zrušila dosavadní blokádu jejich pobřeží.
V roce 1663 byla dána do provozu silnice ze scheveningského přístavu do města Haagu. To umožnilo významným a bohatým lidem z města odpočívat u moře. Současný název silnice je Scheveningseweg.

### Léta 1813-1945
Dne 30. listopadu 1813 přistála u scheveningského pobřeží anglická fregata Warrior, na jejíž palubě se nalézal princ z dynastie Oranžsko-Nasavských a pozdější nizozemský král Vilém I. (1772-1843). Princ byl v Scheveningenu bouřlivě uvítán a nastěhoval se na několik dní do jednoho domu na Keizerstraat. Poté byl brzy prohlášen nizozemským knížetem. V letech 1815-1840 byl Vilém I. králem, zprvu Spojeného království Nizozemska, ze kterého se však v roce 1833 oddělilo Belgické království.

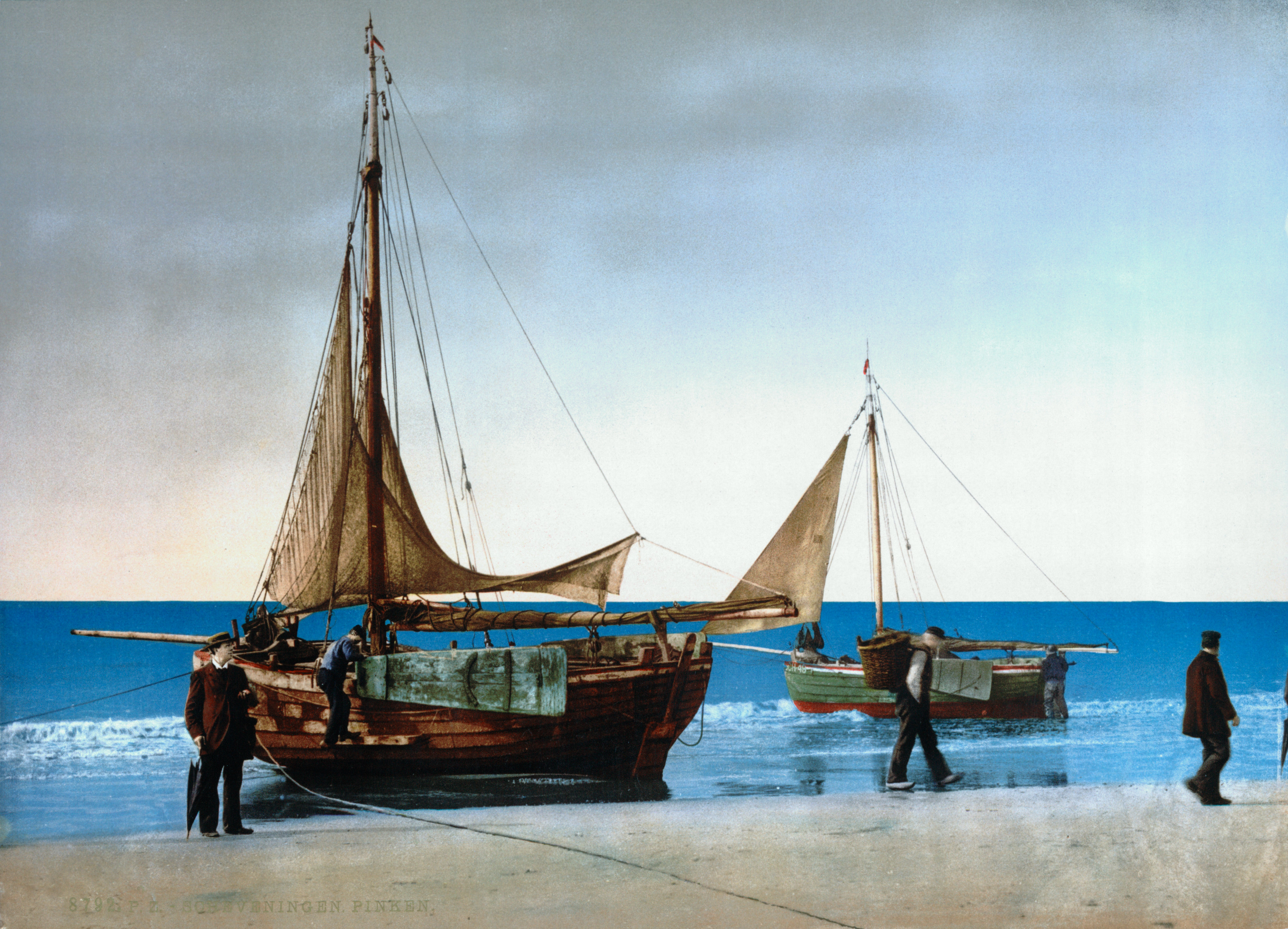
Malé rybářské čluny u Scheveningenu v roce 1900

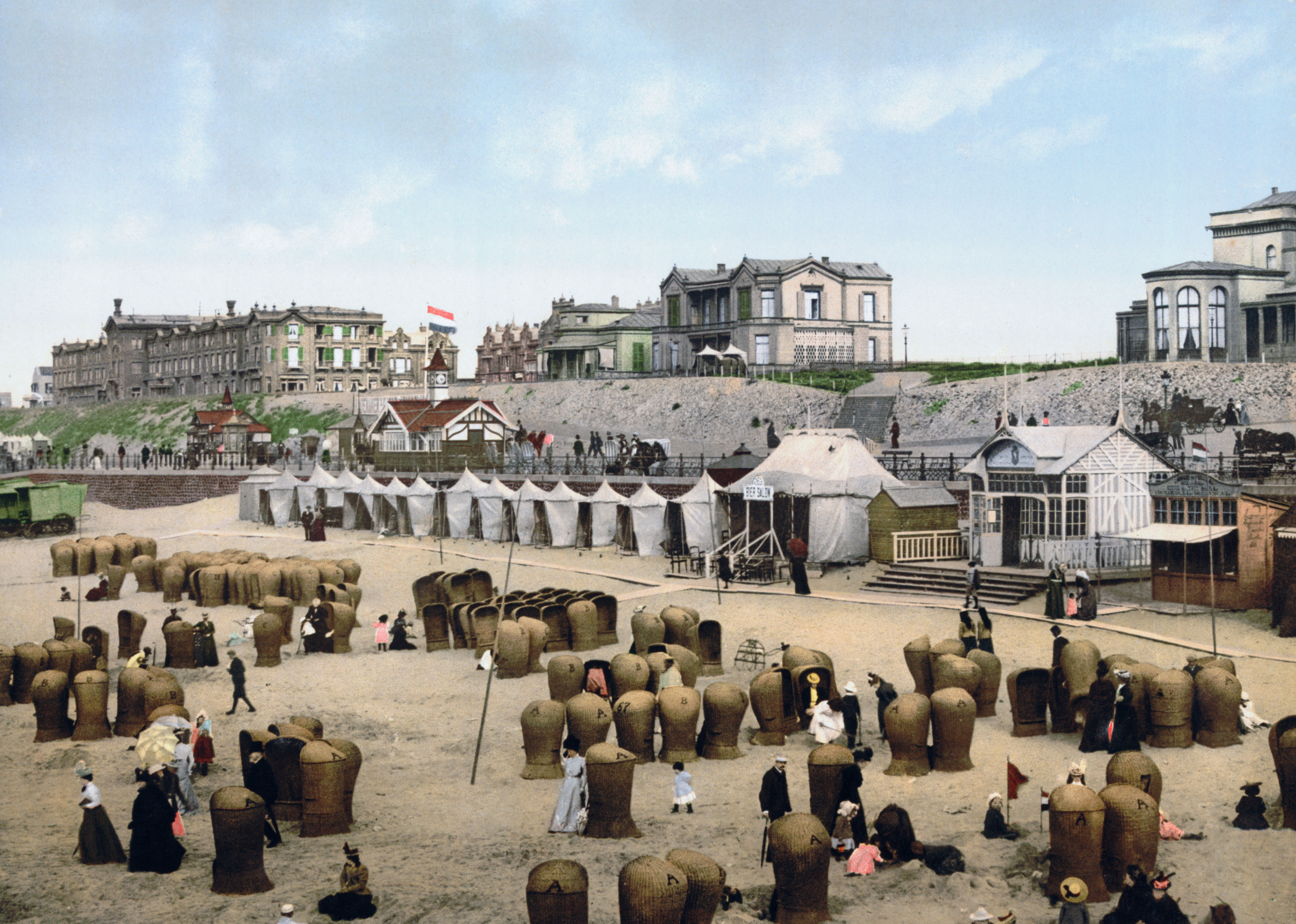
Pláž a lázeňské budovy v roce 1900

V roce 1818 obdržel rejdař (majitel rybářských lodí) Jacob Pronk od krále Viléma I. pozemek asi půl kilometru od tehdejší obce Scheveningen a vystavěl na něm první lázeňskou budovu. Byla ze dřeva a postavena byla na duně nejbližší k moři. V ní lze spatřovat zárodek Scheveningenu jako turistického místa. V roce 2018 bylo proto slaveno 200. výročí počátku přeměny Scheveningenu z malé rybářské osady ve významné turistické středisko. Pronk sám tuto původní malou budovu se čtyřmi kabinami již za dva roky zaměnil za budovu kamennou. Ani ta nadlouho nestačila pro vzrůstající lázeňský ruch. Město Haag proto Pronka vyplatilo a postavilo na stejném místě větší budovu, tzv. Badhuijs. V roce 1884 byl na pobřežní promenádě vybudován a otevřen velký hotel (grandhotel) s restaurací a koncertním sálem, zvaný Kurhaus. Budova sice rok na to vyhořela, ale již v roce 1886 byla obnovena. Hotel zažil mnoho slavných návštěvníků jako byli japonský císař Hirohito, americký prezident Harry Truman a ruský hudební skladatel Igor Stravinskij. Koncertní sál hotelu, který je národní nizozemskou památkou, navštívily hvězdy jako Marlene Dietrich, Edith Piaf, Maurice Chevalier a Rolling Stones. Hotel je stále v provozu, přečkal i druhou světovou válku.
Kolem roku 1870 bylo v přístavu v provozu zhruba 150 rybářských lodí. Po živelní pohromě roku 1894 bylo rozhodnuto přístav přebudovat a rozšířit. Rozsáhlá přestavba přístavu byla dokončena v roce 1904 a zhruba v této podobě zůstal do současnosti.
Během druhé světové války, v době německé okupace, bylo židovské obyvatelstvo Scheveningenu deportováno a většina z nich zahynula v koncentračních táborech. Mnoho místních obyvatel bylo v roce 1942 ze Scheveningenu evakuováno. V rámci budování tzv. atlantického valu proti očekávané invazi západních Spojenců bylo na pobřežní promenádě Wehrmachtem zbořeno mnoho domů ze zástavby po roce 1818 a nahrazeno opevněním a betonovými zábranami proti tankům.

### Po druhé světové válce
Po druhé světové válce doznala čtvrť velkých změn. Na mnoha místech byly stavební a jiné úpravy velmi rozsáhlé. Dopravní, zásobovací a technická infrastruktura byly rozhodným způsobem zmodernizovány. Také válečnými událostmi poznamenaná pobřežní promenáda dostala novou výstavbou zcela jiný vzhled. V roce 1976 bylo dokončeno vysušení a zasypání malého vnitrozemského přístavu podél ulice Havenkade, kterým do té doby končil kanál vedoucí i nadále až do 75 km vzdáleného Amsterdamu. Místo přístavu vznikly zahrádky pro obyvatele a malá městská farma se dvěma kravami, kozami a ovcemi pro potěšení dětí (tzv. kinderboerderij) a dvě dětská hřiště.
V současnosti přitahuje Scheveningen velká množství turistů nejen z Nizozemska samotného, ale z celé Evropy, především z Německa, a z celého světa. Mnozí z nich přijíždějí automobily jen na jeden den, pročež v létě vznikají dlouhé kolony na silnicích vedoucích do Scheveningenu a také naprostý nedostatek parkovacích míst. V mnoha ulicích není dovoleno parkovat bez zvláštního povolení (o které se žádá přes internet), většinou vyhrazeného pouze místním obyvatelům.

## Doprava

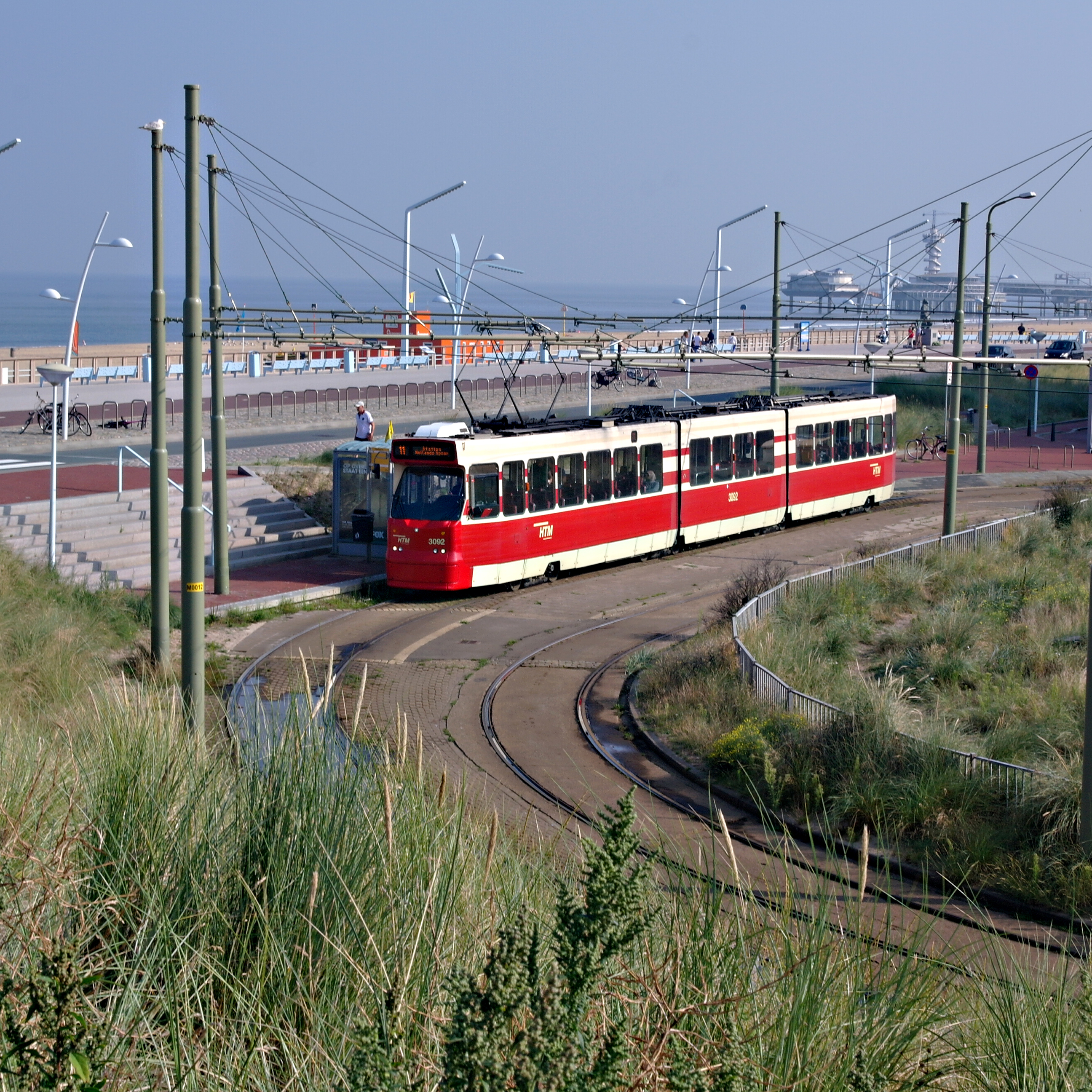
Konečná stanice tramvajové linky č. 11 blízko pobřežní promenády v Scheveningenu

Scheveningen je spojen s ostatními částmi Haagu tramvajovou dopravou (linky 1, 9, 11, 12). Linka č. 1 jede přes druhé největší nádraží v Haagu, Den Haag Hollands Spoor (HS), až do měst Rijswijk a Delft. Linka č. 9 spojuje Madurodam s hlavním nádražím Den Haag Centraal i s nádražím Den Haag HS.

## Akce a atrakce
Mezi každoročními akcemi vynikají:
- Zimní koupání 1. ledna.

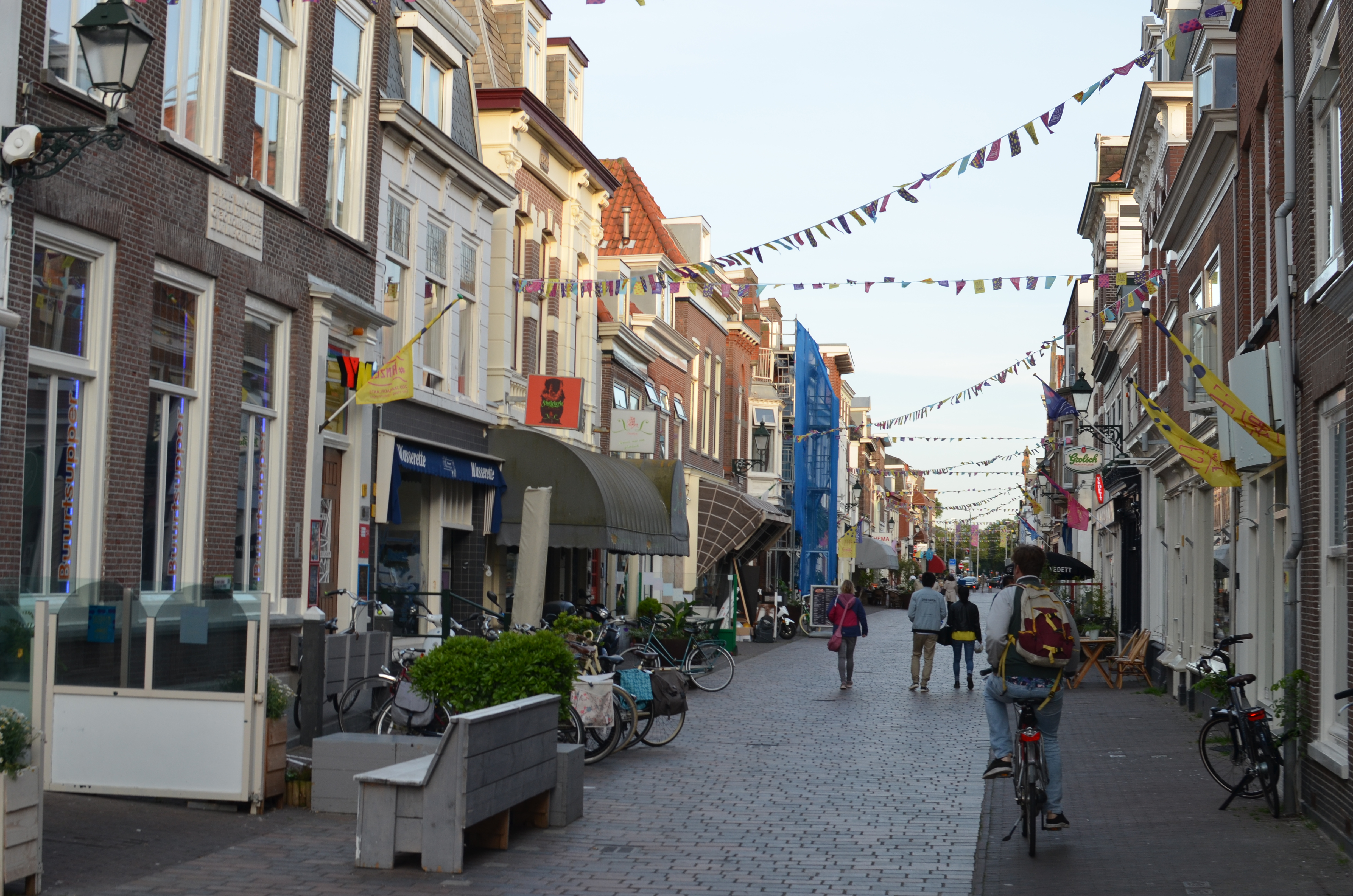
Nákupní ulice Keizerstraat

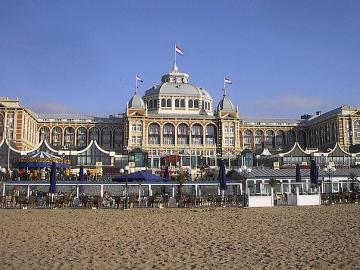
Hotel Kurhaus na pobřežní promenádě v Scheveningenu

- Lidová oslava „Den vlaječek“ (Vlaggetjesdag), který připadá na druhou sobotu v červnu. Toho dne se draží a hned prodávají zákazníkům první sledi neboli herynci (haringe) roku. Pojídají se syroví, nejlépe s nakrájenou cibulí.
- Podzimní ohňostroj.

K návštěvě Scheveningenu patří:
- Muzee Scheveningen, které nabízí zajímavé exponáty o Scheveningenu v souvislosti s mořeplavbou a rybolovem. Nachází se v ulici Neptunusstraat.
- Pobřežní písečné duny, které jsou přísně chráněny a pohyb návštěvníků je možný pouze po vyznačených stezkách.
- Muzeum Beelden aan zee, ve kterém jsou střídavě (dvakrát za rok) pořádány výstavy moderních soch.

### Volvo Ocean Race 2018

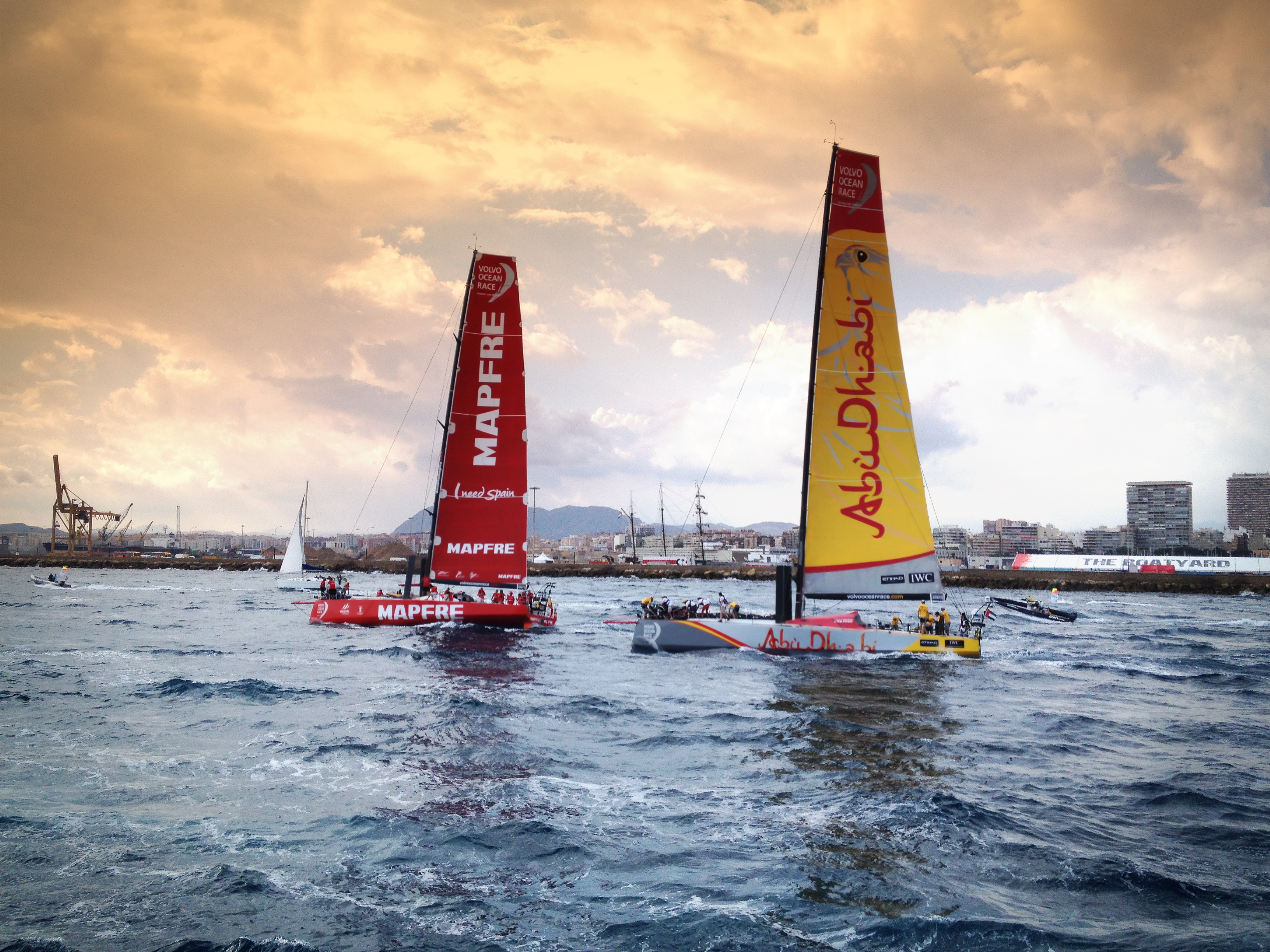
Dvě závodní plachetnice třídy Volvo Ocean 65 v roce 2014

Dne 24. června 2018 byl přístav Scheveningen konečným cílem soutěže závodních plachetnic Volvo Ocean Race 2018, sponzorovaný mj. výrobcem automobilů Volvo. Tento závod začal již 22. října 2017 ve španělském přístavu Alicante a pokračoval mj. přes Kapské Město, Melbourne, Kanton, Auckland, Itajai a Göteborg do Scheveningenu. Zúčastnilo se ho sedm člunů třídy Volvo Ocean 65, které urazily celkem 45 000 mořských mil. Vítězem se stala čínská plachetnice Dongfeng s několikačlennou mezinárodní posádkou, kterou vedl skipper Charles Caudrelier z Francie.
Tato událost byla spojena s akcemi pro veřejnost, které trvaly až do 1. července. V sobotu 30. června 2018 se soutěžící plachetnice ještě jednou představily v přístavu.

## Zajímavosti

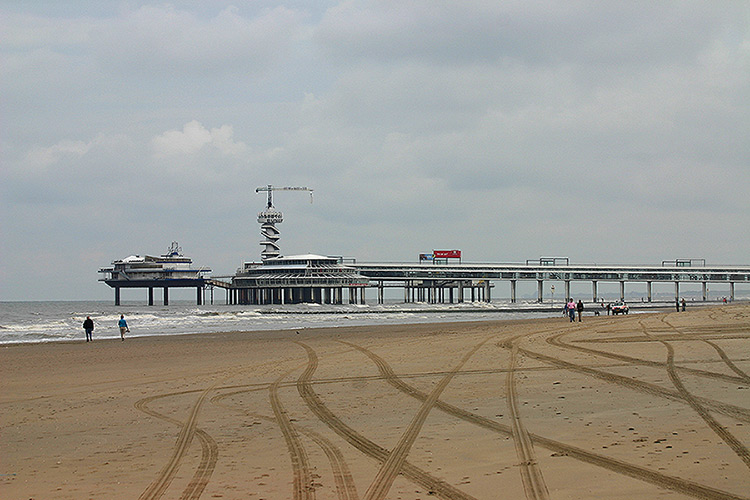
Molo v Scheveningenu

- Slovo Scheveningen sloužilo v Nizozemsku v době druhé světové války jako prostředek k rozpoznání německých okupantů. Ti vyslovovali tento název jako "Ševeningen" na rozdíl od správné nizozemské výslovnosti "Scheveningen".
- Ve hře v šachy dala lokalita jméno scheveningské variantě sicilské obrany, která se hrála poprvé na místním turnaji.

## Významní rodáci a obyvatelé
- Isaac Sailmaker (1633-1721), nizozemský barokní malíř
- Jacob Pronk (1762-1838), majitel rybářských lodí a zakladatel lázeňské tradice v Scheveningenu
- Louis Joseph Moyse (1912-2007), francouzský flétnista a skladatel
- Hans Heinrich von Thyssen-Bornemisza (1921-2002), sběratel umění a zakladatel po něm nazvané obrazové galerie v Madridu